# Осима, Кэнкити
Кэнкити Осима (яп. 大島 鎌吉 Осима Кэнкити, 10 ноября 1908 - 30 марта 1985) — японский легкоатлет, призёр Олимпийских игр.
Кэнкити Осима родился в 1908 году в Канадзава префектуры Исикава; окончил университет Кансай.
Будучи студентом Кэнкити Осима установил неофициальный мировой рекорд в тройном прыжке, и поэтому с ним связывались повышенные ожидания в 1932 году, когда он принял участие в Олимпийских играх в Лос-Анджелесе, однако там он завоевал лишь бронзовую медаль.
По окончании университета Кэнкити Осима стал спортивным обозревателем газеты «Майнити симбун». В 1936 году он принял участие в Олимпийских играх в Берлине, однако там в прыжках с шестом оказался лишь шестым в финальном списке. Хорошо владея немецким языком, Кэнкити Осима во время Олимпийских игр взял 20-минутное интервью у Адольфа Гитлера (который, вероятно, перепутал спортсмена с носившим ту же фамилию японским военным атташе), задав ему много вопросов о физическом воспитании немецкой молодёжи.
После ухода из газеты Кэнкити Осима стал профессором (а впоследствии и вице-президентом) Осакского спортивного университета. Также он был почётным членом Международного Олимпийского комитета. Кэнкити Осима является автором ряда книг на спортивную тематику.